# Quan liêu

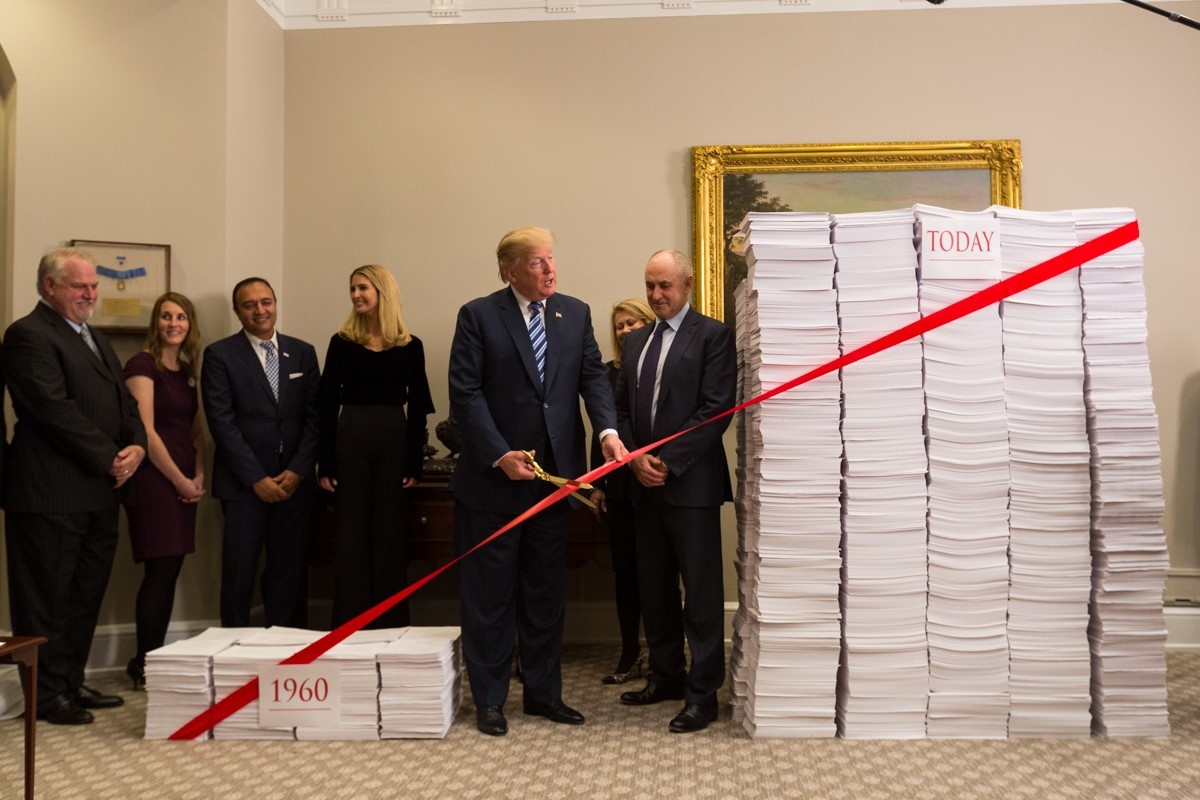
Tổng thống Mỹ Donald Trump cắt băng nối ám chỉ việc phức tạp hoá đạo luật

Quan liêu (còn gọi là gánh nặng hành chính) là thành ngữ nói đến việc tuân thủ cứng nhắc và quá cầu kì các đạo luật, quy tắc, tiêu chuẩn, vân vân. Từ quan liêu cũng có thể được dùng để ám chỉ sự thụ động trong bộ máy quản lý chính phủ, tập đoàn và các tổ chức lớn khác. Các hành động thường được coi là quan liêu bao gồm xin thủ tục, giấy phép, có nhiều người hoặc ủy ban phê duyệt một quyết định nào đó, hoặc có quá nhiều đạo luật mà gây cản trở một cách không cần thiết. Các nghiên cứu đã cho thấy bệnh quan liêu đã làm cản trở hoạt động của các tổ chức và gây ảnh hưởng lớn đến phúc lợi của nhân viên.